# Jardín Botánico Liliʻuokalani
El Jardín Botánico Liliʻuokalani en inglés: Lili'uokalani Botanical Garden es un jardín botánico de 3.5 hectáreas (7.5 acres) de extensión que se ubica en Honolulu, Hawái. 
El código de identificación del Lili'uokalani Botanical Garden como miembro del "Botanic Gardens Conservation International" (BGCI), así como las siglas de su herbario es HLG.

## Localización
Liliʻuokalani Botanical Garden, Honolulu Botanic System 50 North Vineyard Boulevard, Honolulu county, Oʻahu island, Hawaii HI 96817 United States of America-Estados Unidos de América. 
Planos y vistas satelitales.21°19′N 157°51′O / 21.317, -157.850

## Historia
El jardín botánico es uno de los cinco jardines botánicos integrante del Sistema de Jardines Botánicos de Honolulu.
Este parque hermoso y tranquilo en Hilo se dedica a la reina Lydia Liliʻuokalani, la última monarca de las islas hawaianas, grandemente querida por sus súbditos. 
La reina Liliʻuokalani gobernó Hawaiʻi a partir del 17 de enero de 1891 hasta su deposición ilegal el 17 de enero de 1893 por intereses políticos, militares y de negocios americanos.  
Partes de este jardín fueron una vez el lugar favorito donde hacía sus comidas campestres la reina Liliʻuokalani, en el pasado monarca reinante de Hawái. 
Ella legó más adelante su tierra a la ciudad y al condado de Honolulu para que se utilizara para el público disfrute de sus habitantes.

## Colecciones
Este jardín botánico que actualmente está en desarrollo acoge plantas nativas de Hawái.
En su interior alberga el arroyo Nuʻuanu y la cascada Waikahalulu.